# Dudleya
Dudleya is een geslacht van succulenten uit de vetplantenfamilie (Crassulaceae). De soorten komen voor in het zuidwesten van Noord-Amerika.

## Soorten

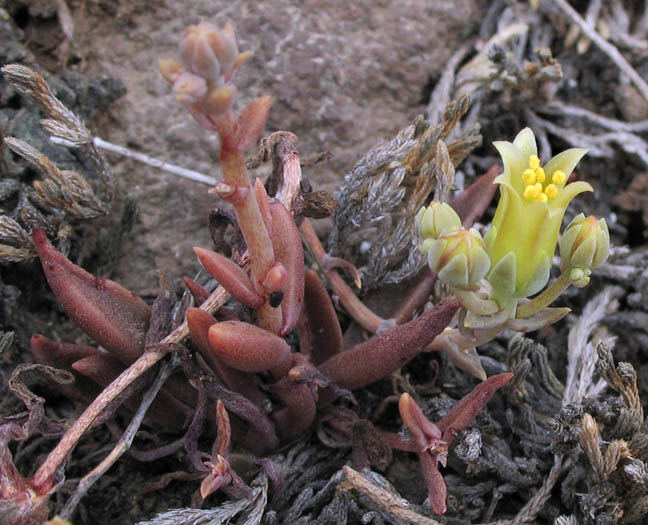
Dudleya abramsii
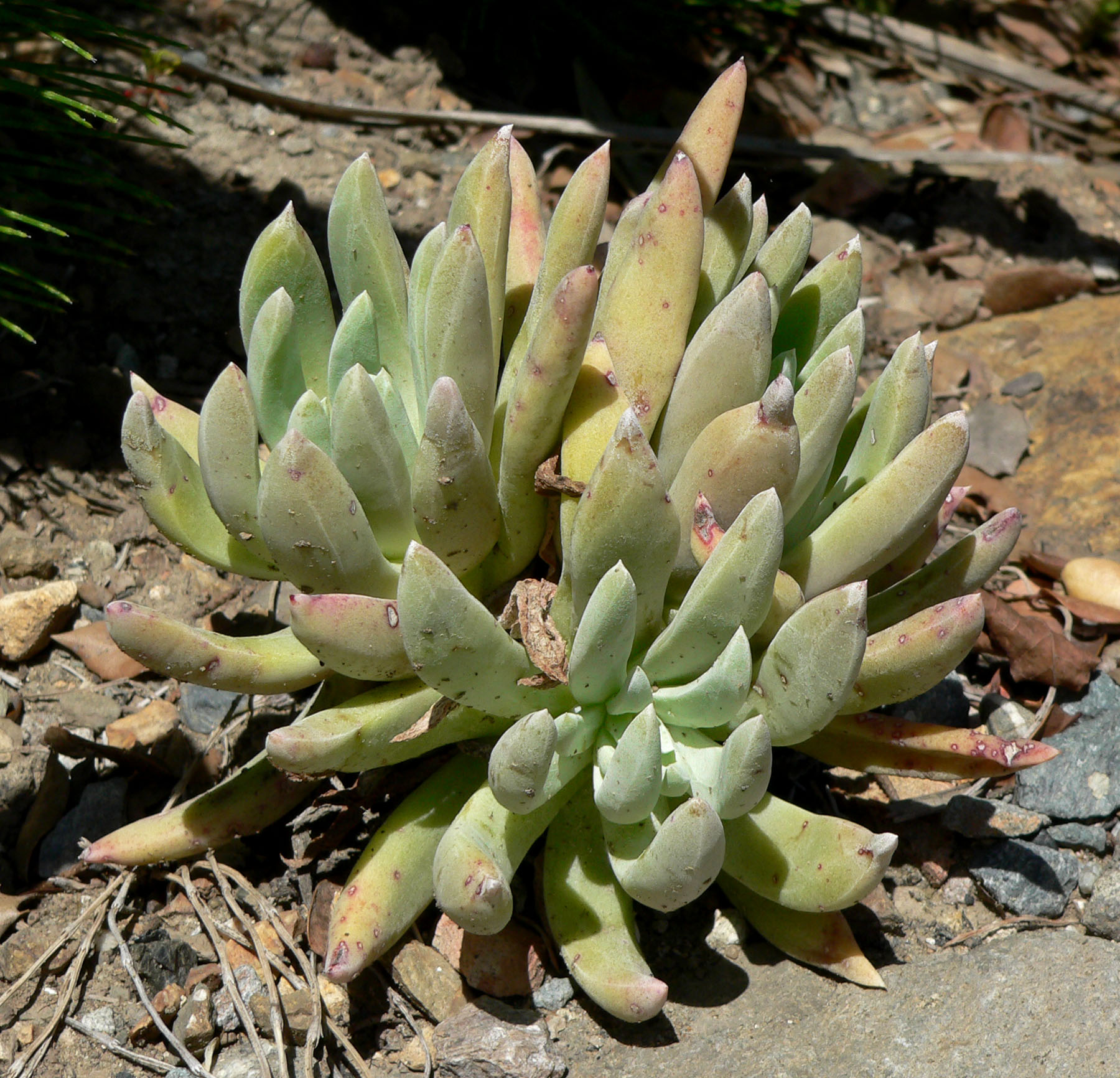
Dudleya anthonyi
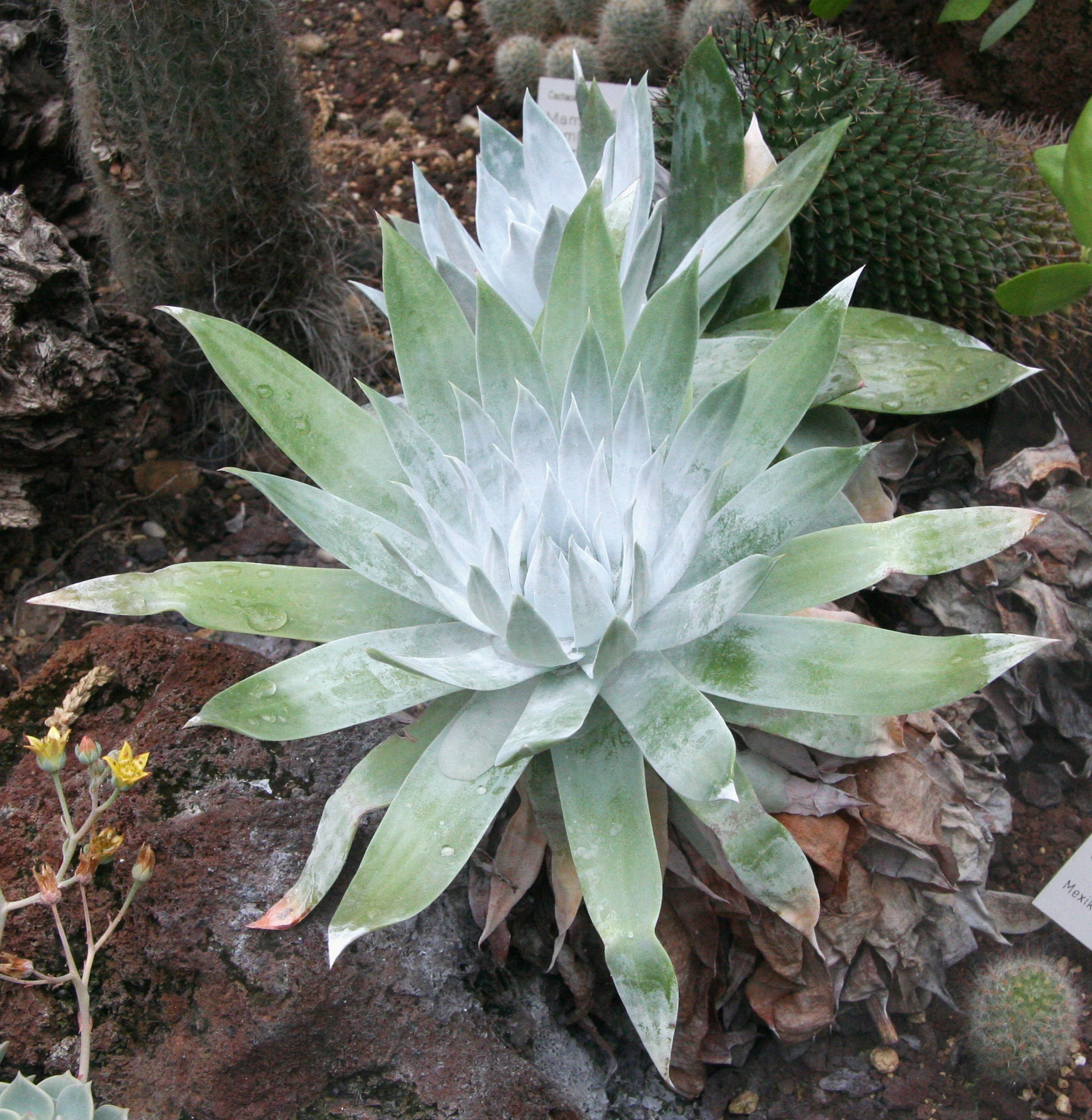
Dudleya attenuata
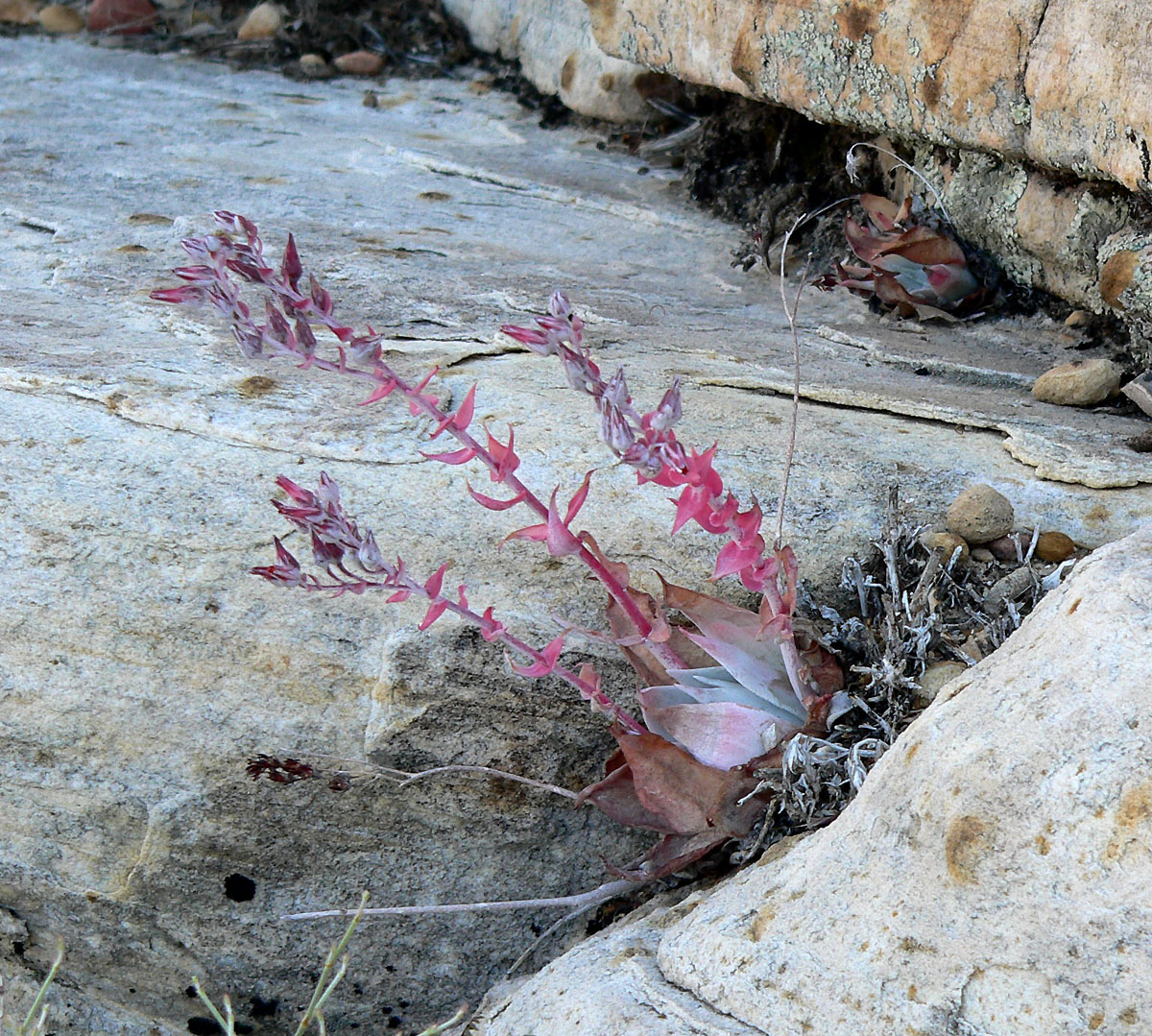
Dudleya arizonica
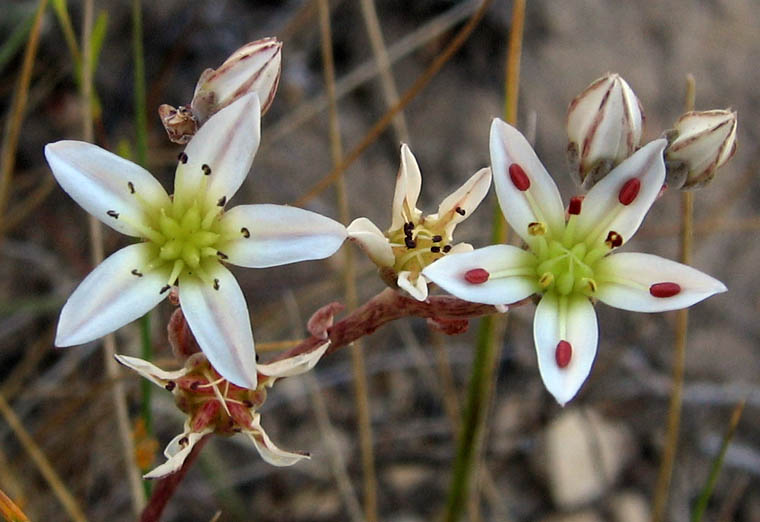
Dudleya blochmaniae
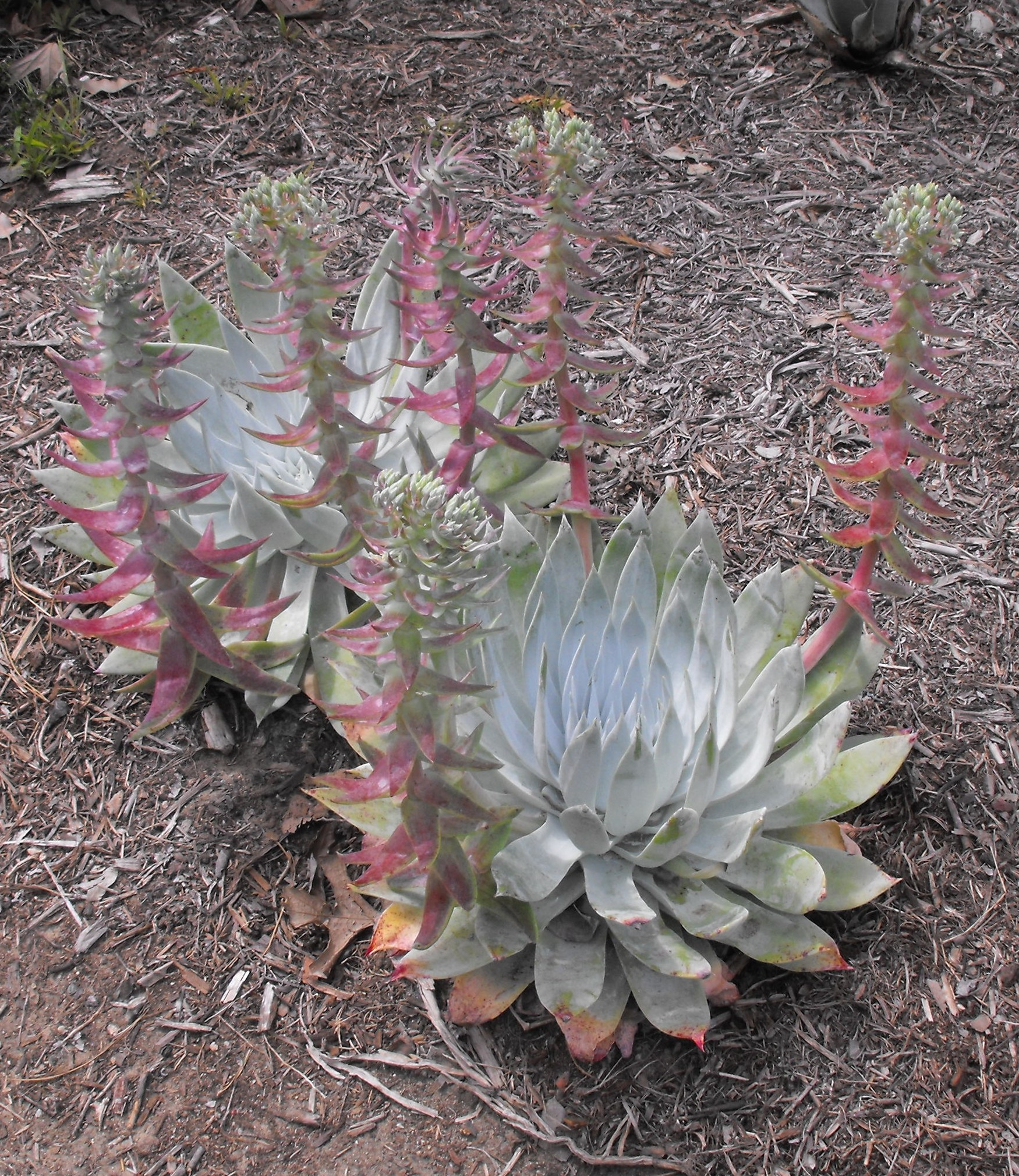
Dudleya brittonii
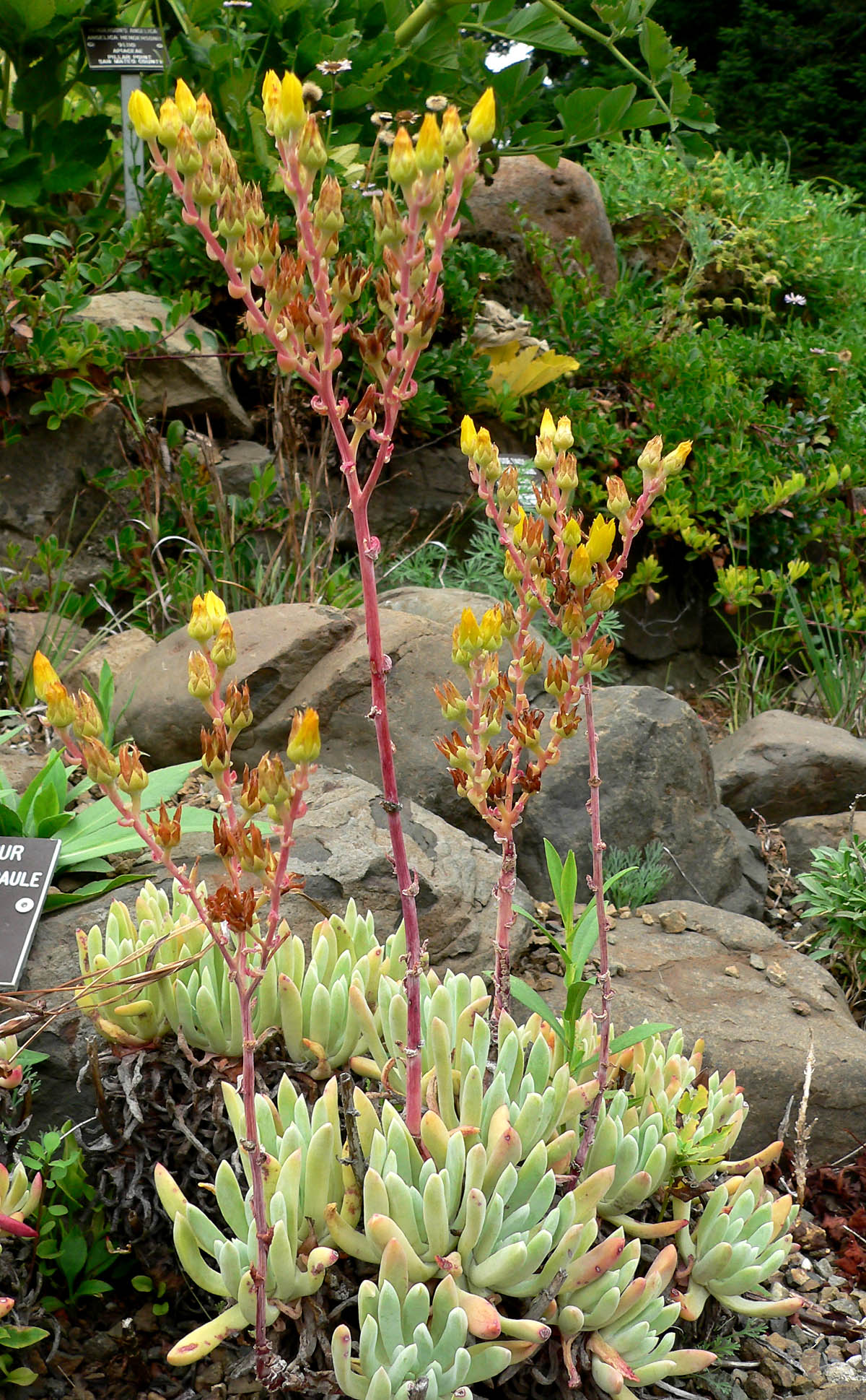
Dudleya caespitosa
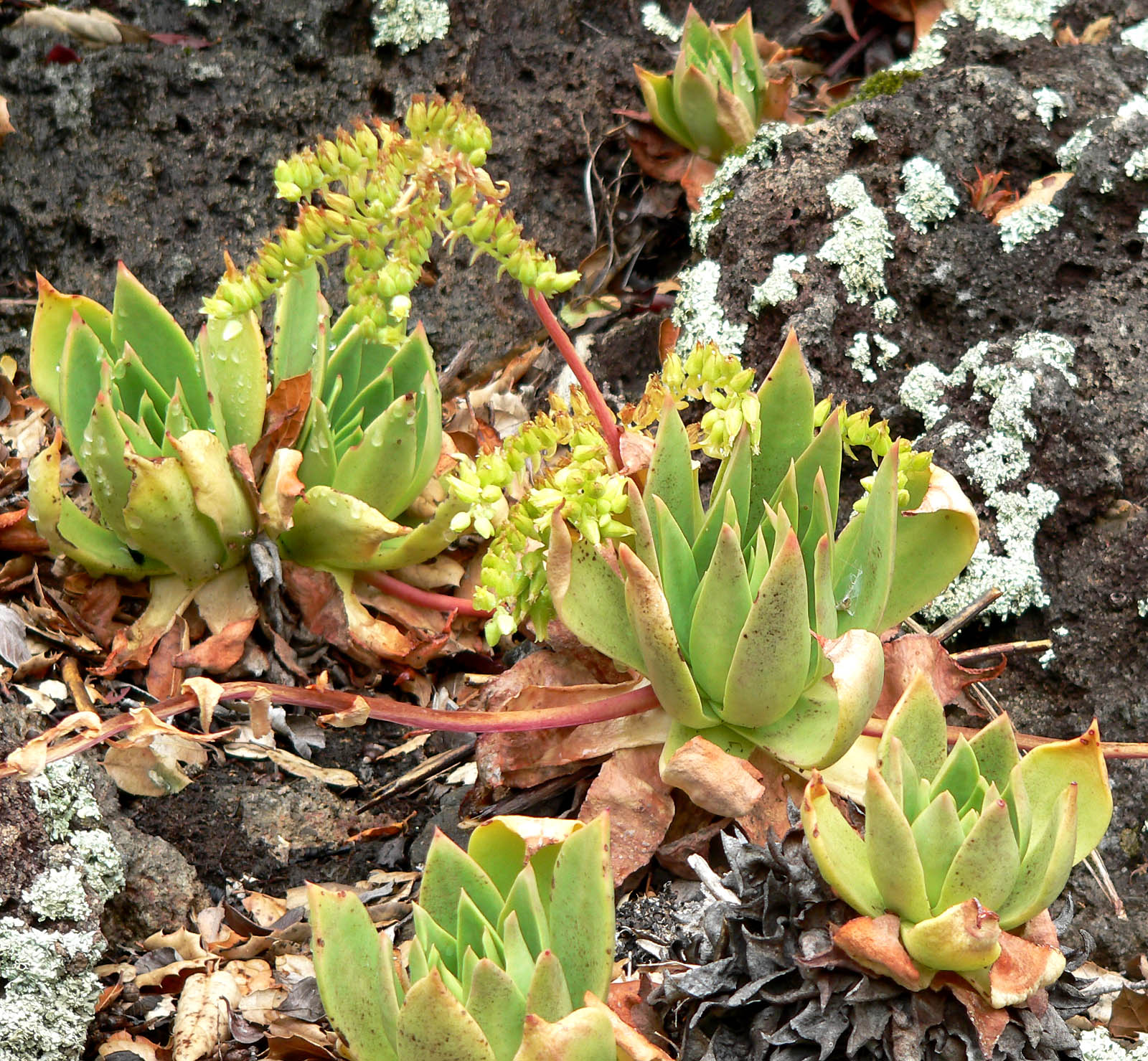
Dudleya calcicola
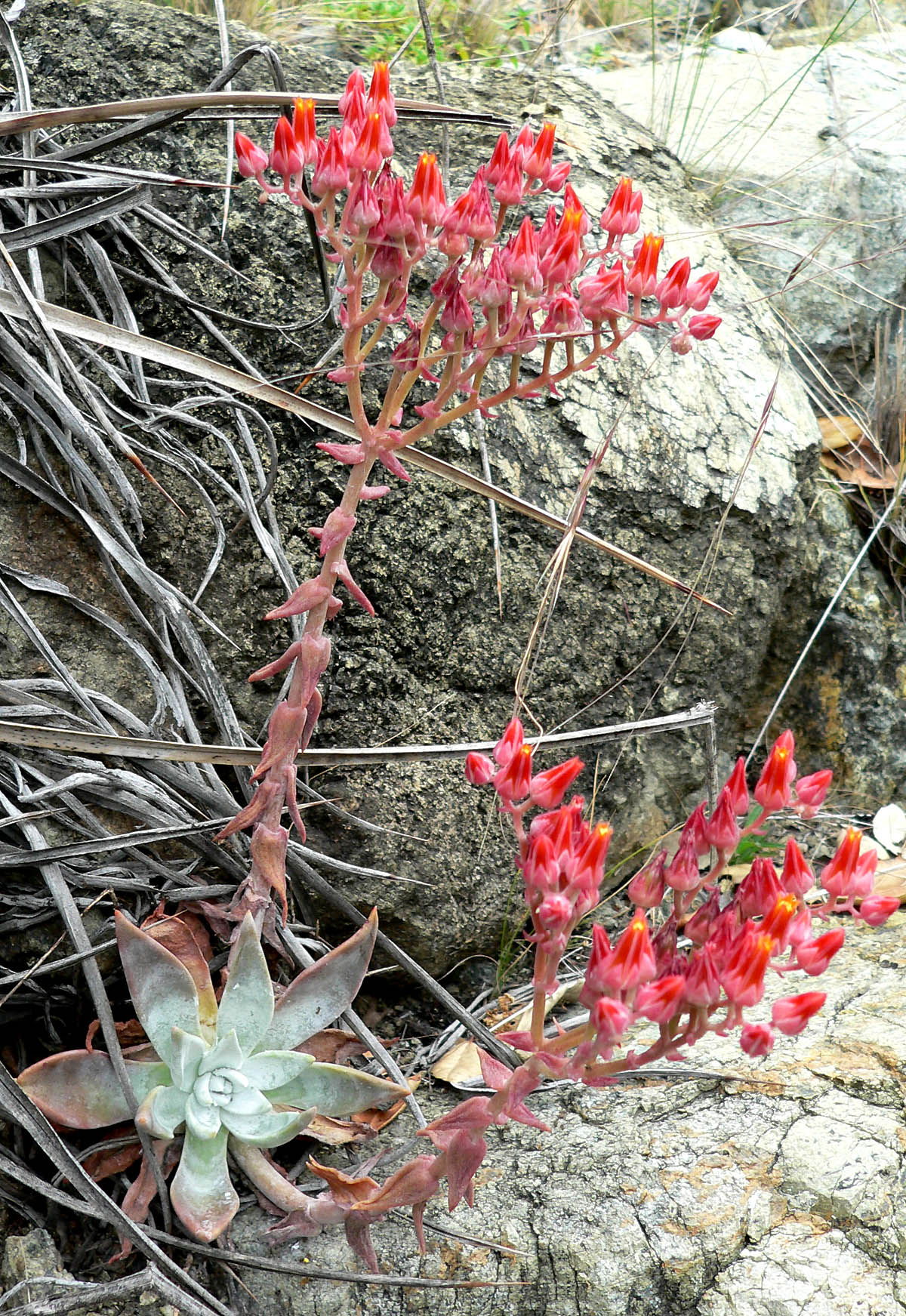
Dudleya candelabrum
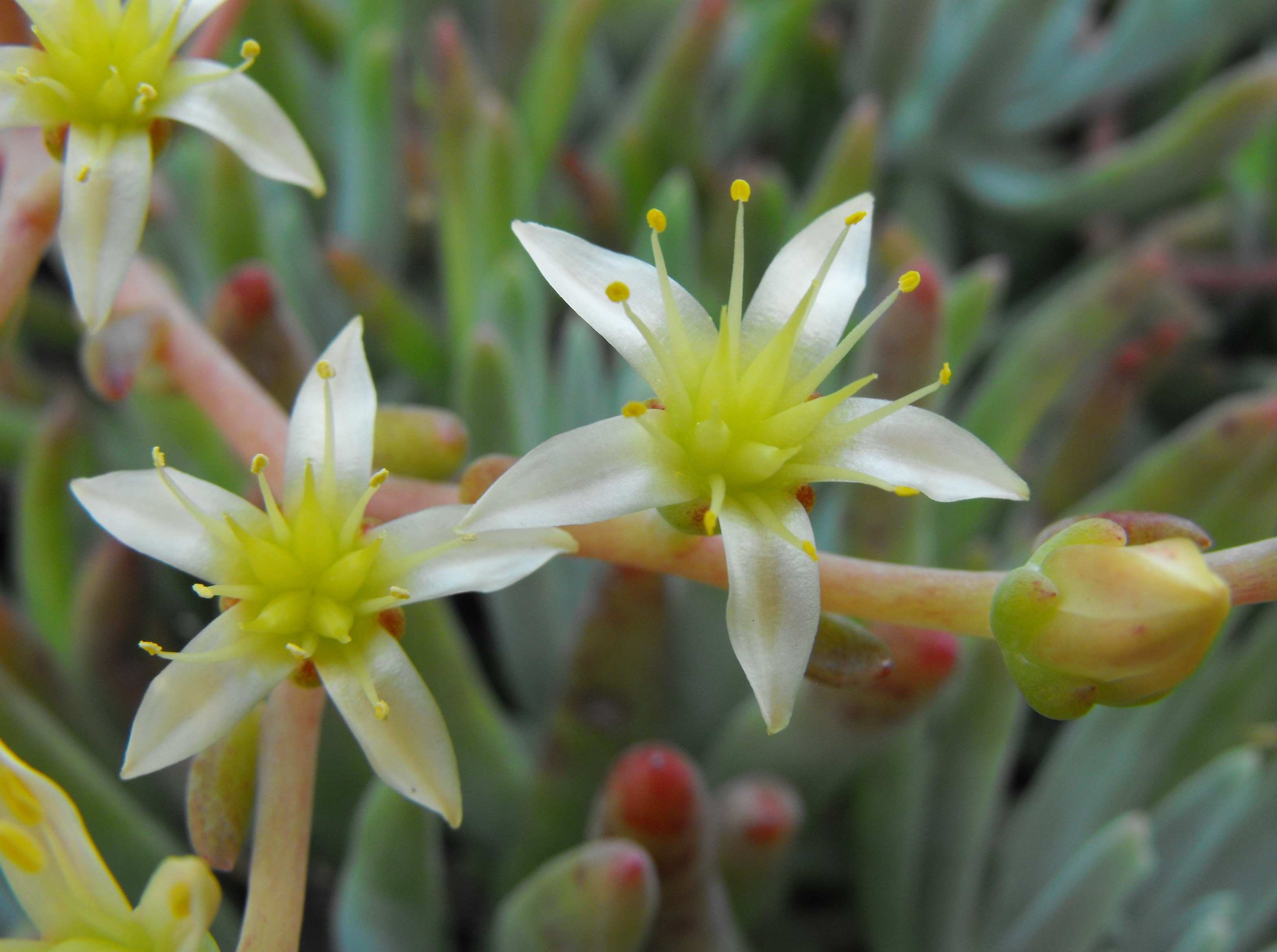
Dudleya candida
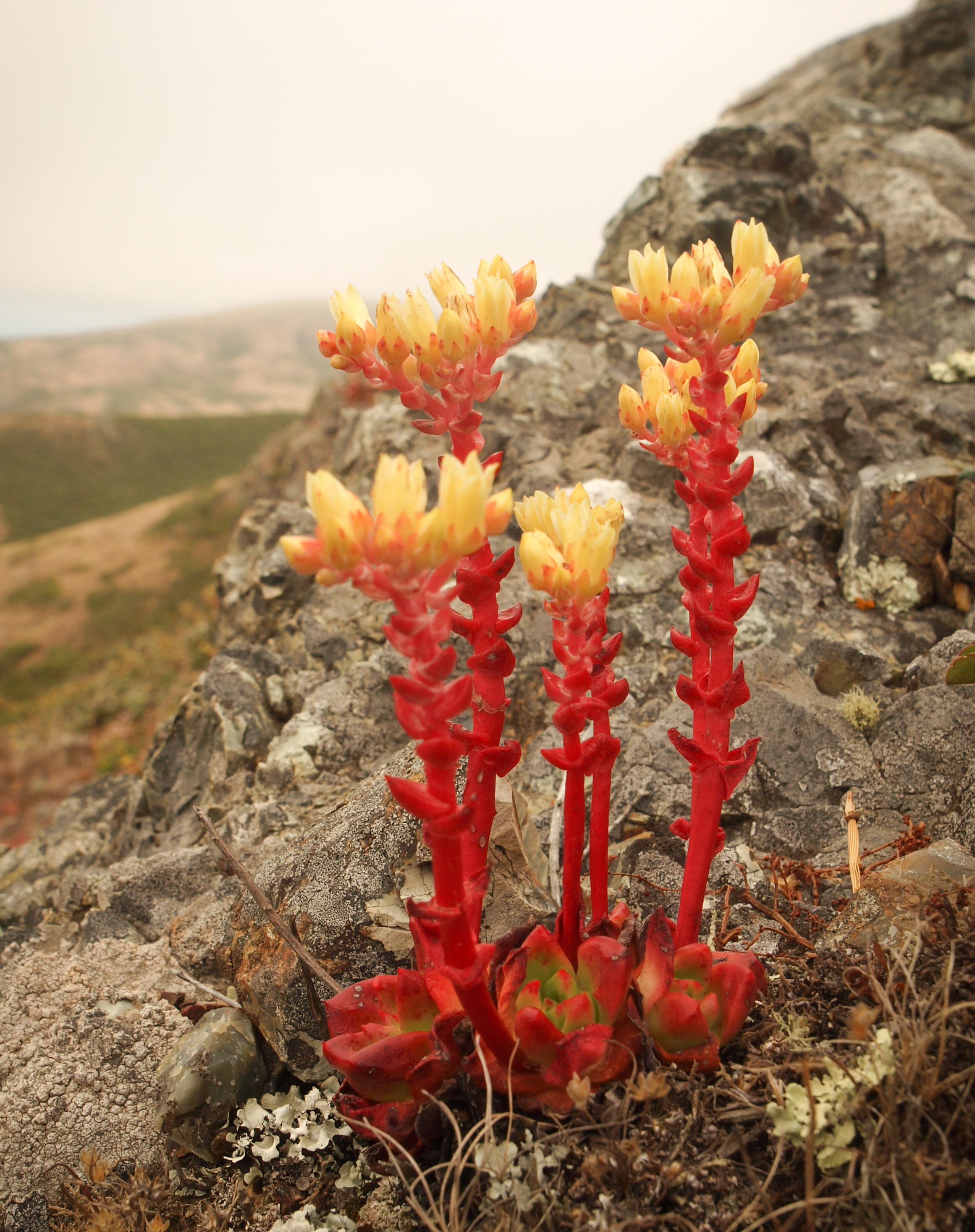
Dudleya crassifolia
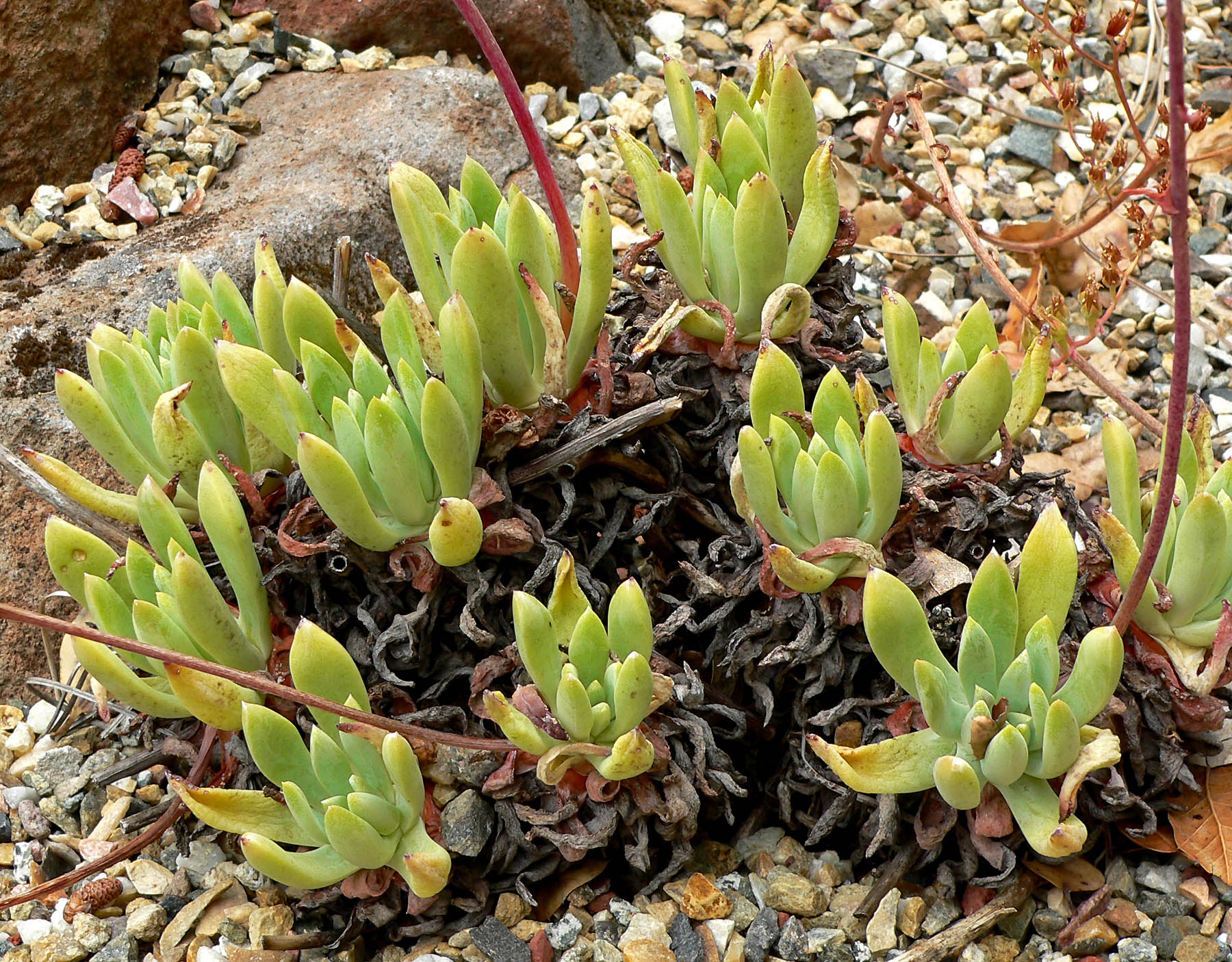
Dudleya cultrata
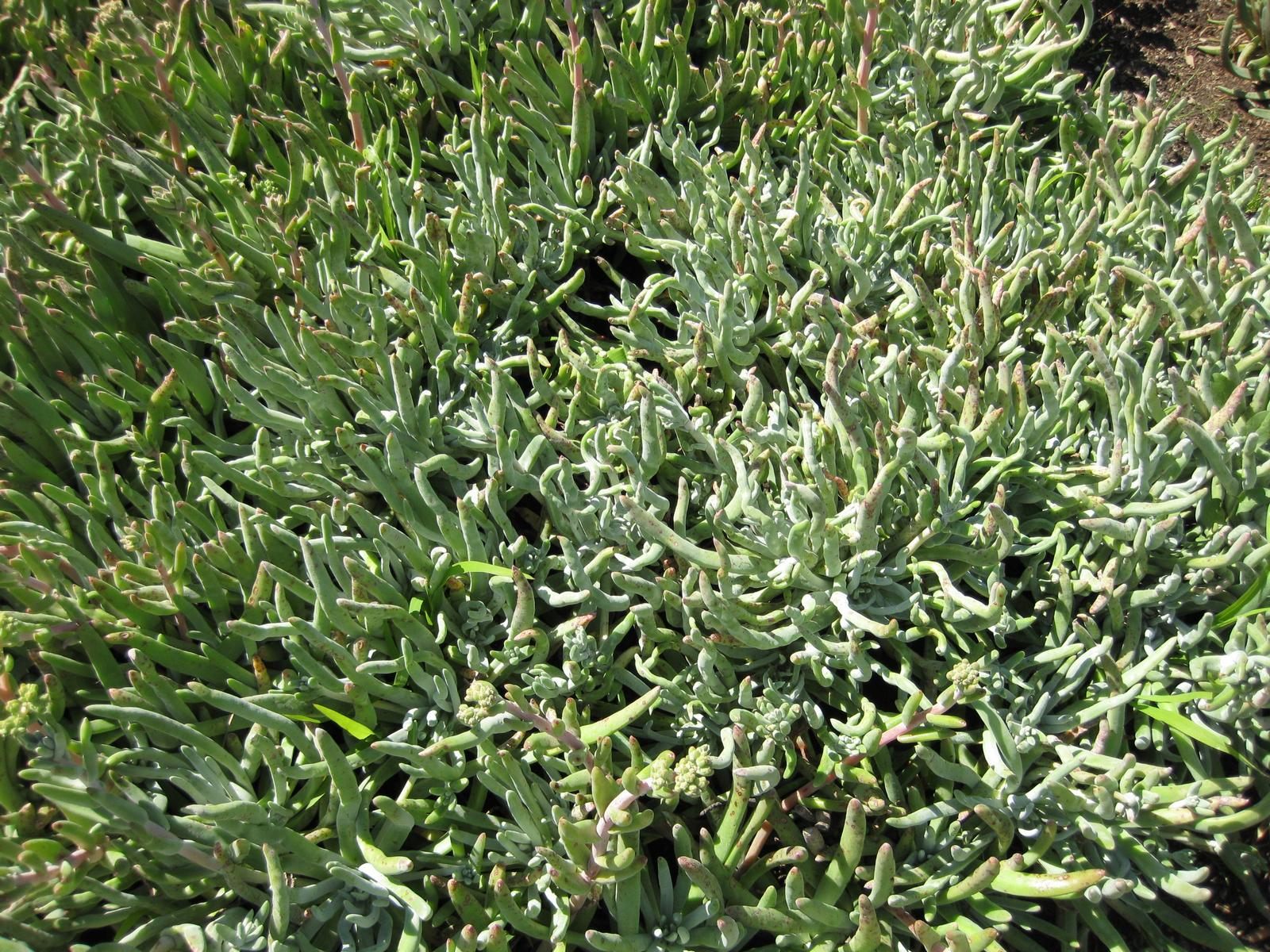
Dudleya cymosa
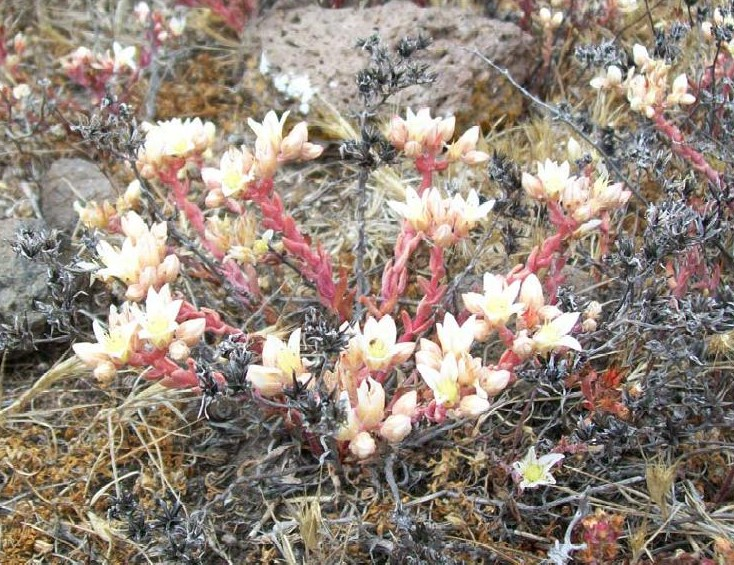
Dudleya densiflora
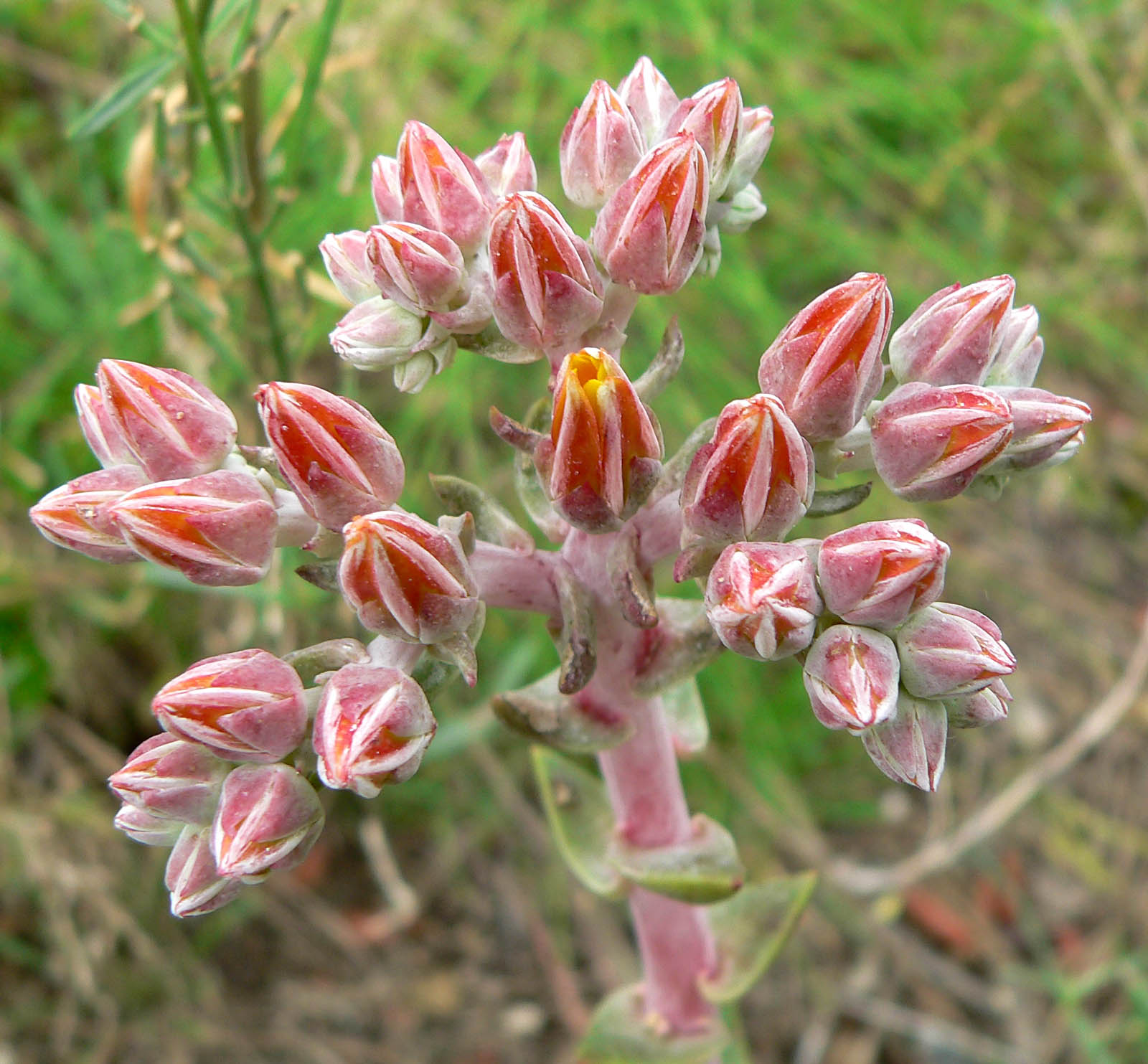
Dudleya edulis
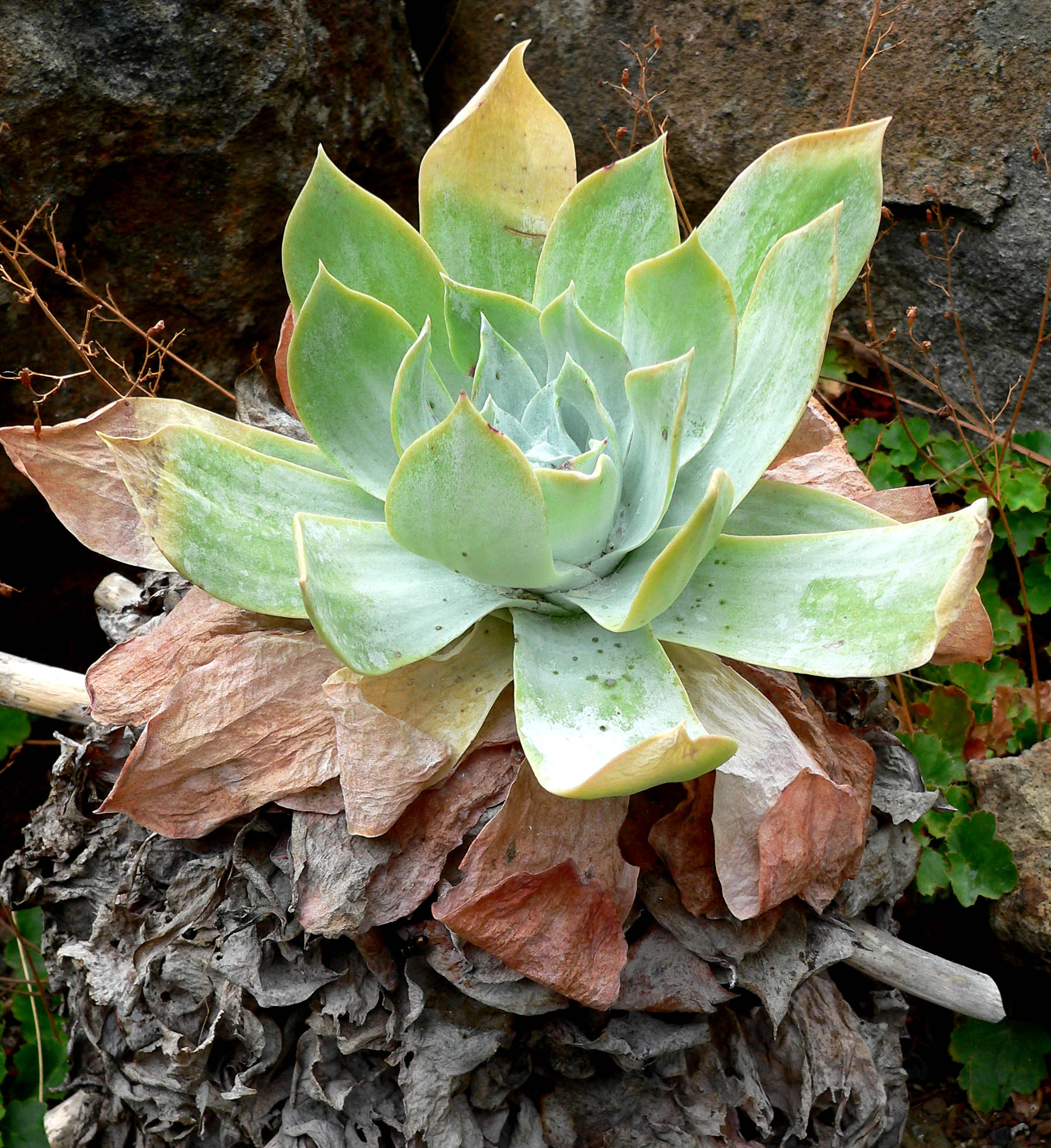
Dudleya farinosa
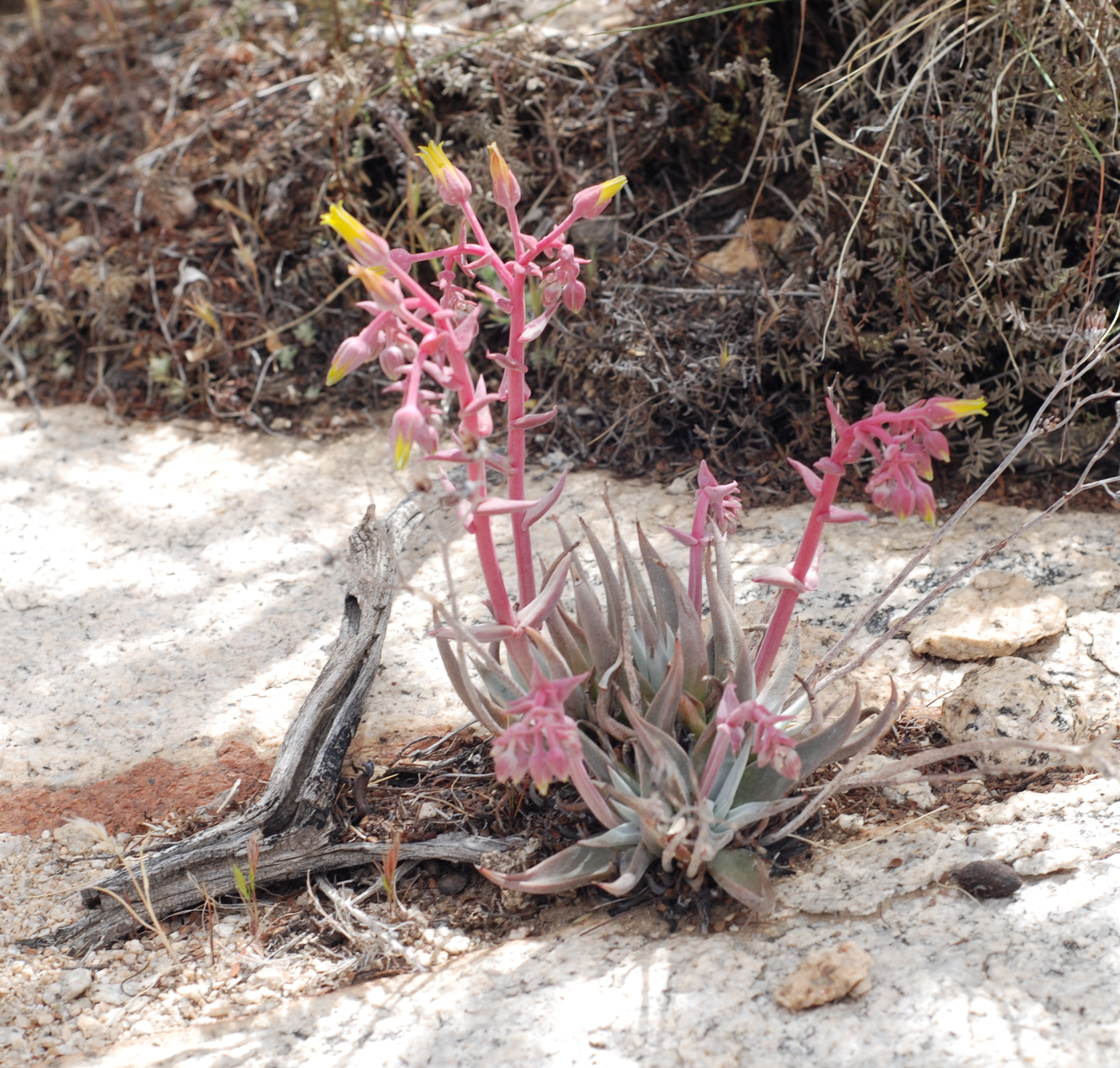
Dudleya gnoma
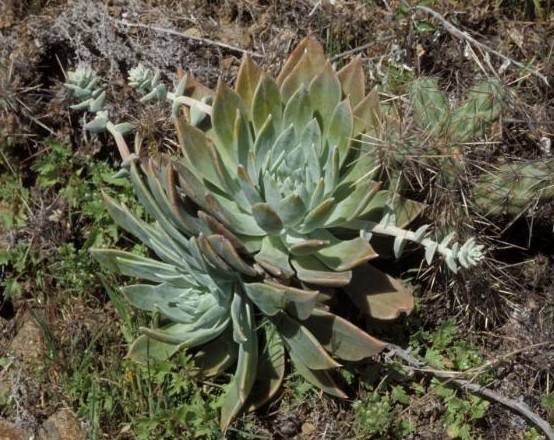
Dudleya greenei
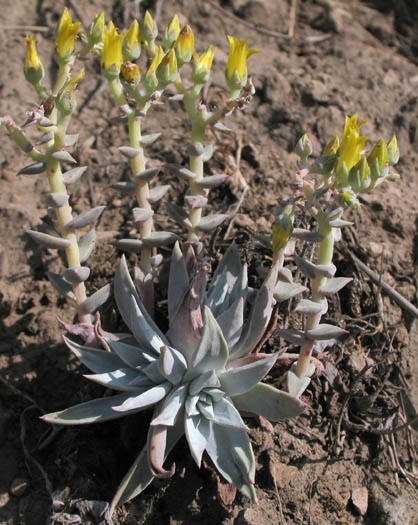
Dudleya guadalupensis
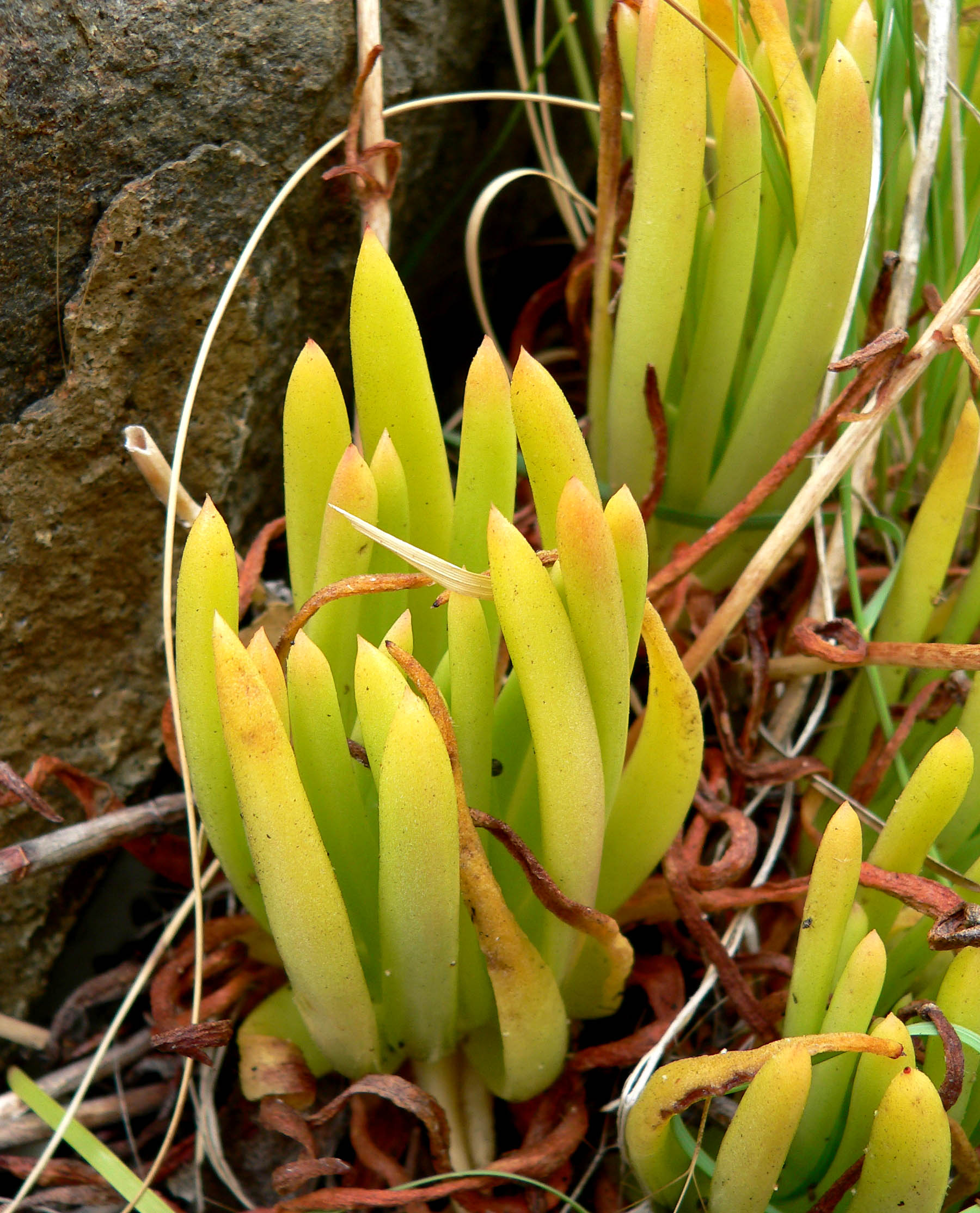
Dudleya hassei
- Dudleya ingens
- Dudleya lanceolata
- Dudleya linearis
- Dudleya multicaulis
- Dudleya nesiotica
- Dudleya pachyphytum
- Dudleya palmeri
- Dudleya pulverulenta
- Dudleya saxosa
- Dudleya setchellii
- Dudleya stolonifera
- Dudleya traskiae
- Dudleya variegata
- Dudleya verityi
- Dudleya virens
- Dudleya viscida

- Dudleya abramsii
- Dudleya anomala
- Dudleya anthonyi
- Dudleya arizonica
- Dudleya blochmaniae
- Dudleya brittonii
- Dudleya caespitosa
- Dudleya candelabrum
- Dudleya cymosa
- Dudleya edulis
- Dudleya farinosa
- Dudleya gnoma
- Dudleya hassei
- Dudleya nesiotica
- Dudleya palmeri
- Dudleya pulverulenta'
- Dudleya saxosa
- Dudleya traskiae
- Dudleya verityi
- Dudleya viscida

Adromischus · Aeonium · Aichryson · Chiastophyllum · Cotyledon · Crassula · Diamorpha · Dudleya · Echeveria · Graptopetalum · Greenovia · Hylotelephium (Hemelsleutel) · Hypagophytum · Jovibarba · Kalanchoe (Kalanchoë) · Lenophyllum · Monanthes · Orostachys · Pachyphytum · Perrierosedum · Phedimus (Vlak vetkruid) · Pistorinia · Prometheum · Pseudosedum · Rhodiola · Rosularia · Sedum (Vetkruid) · Sempervivum (Huislook) · Thompsonella · Tylecodon · Umbilicus · Villadia